# Theretra valens
Theretra valens är en fjärilsart som beskrevs av Jordan 1926. Theretra valens ingår i släktet Theretra och familjen svärmare. Inga underarter finns listade i Catalogue of Life.